# Desa Ciwaru (administrativ by i Indonesien, lat -7,08, long 108,63)
Desa Ciwaru är en administrativ by i Indonesien.   Den ligger i provinsen Jawa Barat, i den västra delen av landet, 220 km öster om huvudstaden Jakarta.